# Norra Åsarps landskommun
Norra Åsarps landskommun var en tidigare kommun i dåvarande Älvsborgs län och före 1892 även en i  Skaraborgs län.

## Administrativ historik
Två kommuner med detta namn inrättades i Åsarps socken i Redvägs härad i Västergötland när 1862 års kommunalförordningar trädde i kraft, en i Älvsborgs län för de delar av socken som låg där och en i Skaraborgs län. Den senare uppgick i den förra 1892 samtidigt som länstillhörigheten för detta område ändrades.
Vid kommunreformen 1952 uppgick landskommunen i Redvägs landskommun som upplöstes 1974 då denna del uppgick i Falköpings kommun.

## Politik

### Mandatfördelning i Norra Åsarps landskommun 1938-1946
| 3 | 8 | 5 | 4 |

| 20 |

| 3 | 1 | 9 | 5 | 2 |

| 20 |